# Arzviller
Arzviller é uma comuna francesa de 516 habitantes (1999) situada no departamento da Mosela, na região de Grande Leste.